# أيه أف القابضة
أيه أف القابضة الدولية هي واحدة من أكبر شركات التكتل في أذربيجان. تمتلك الشركة مكاتب وأنشطة في باكو وموسكو ولندن. أيه أف القابضة نشطة في قطاعات الأعمال من البناء والإنتاج والممتلكات و تجارة التجزئة والسياحة التي يوجد مقرها في مختلف البلدان.